# Nejsvětější Srdce Ježíšovo
Nejsvětější Srdce Ježíšovo, v teologickém smyslu nepřesně také Božské Srdce Ježíšovo či Božské Srdce Páně je teologicky zdůvodněný pojem a předmět kultu katolické církve.

## Teologický obsah pojmu

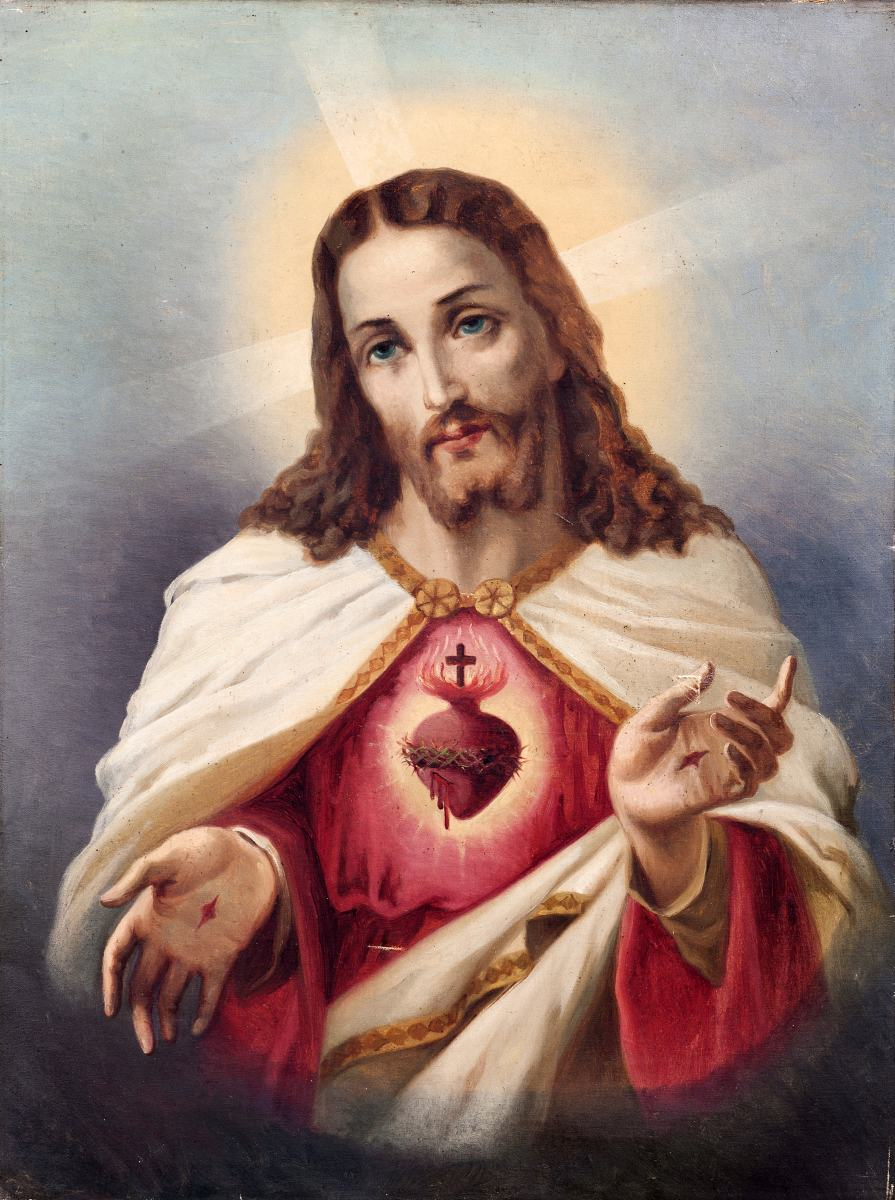
Nejsvětější Srdce Ježíšovo, obraz 19. století, Portugalsko

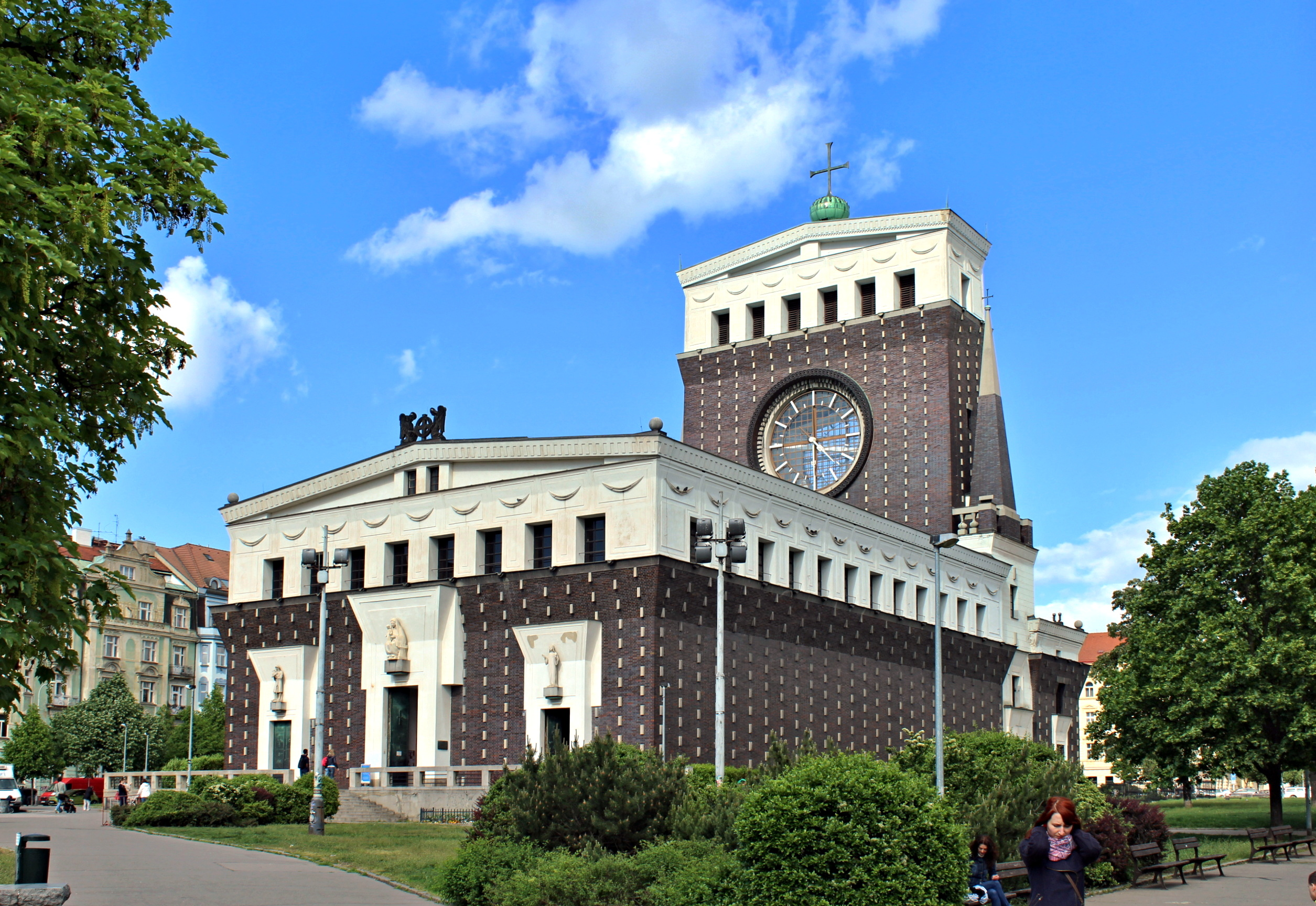
Kostel Nejsvětějšího Srdce Ježíšova z první poloviny 20. století v Praze-Vinohrady.

Zdůrazněním Kristova Srdce se podtrhuje skutečnost opravdového lidství Božího Syna Ježíše Krista. Lidství, které se projevuje nejen rozumem a chtěním, ale také lidství plné citu.
Ježíšova smrt na kříži byla úředně potvrzena probodnutím boku resp. srdce, jak je popsáno v Janově Evangeliu. Probodené Srdce Ježíšovo tak zároveň odkazuje na stěžejní prvek křesťanské víry. Tím je Ježíšova Oběť na Kříži.
Předmětem úcty není srdce v naturalistickém smyslu vypreparovaného orgánu, ale lidské srdce v archetypálním významu.
Písmo a nauka i praxe Církve předpokládají tam, kde se hovoří o Ježíšově Srdci, totéž všelidské praslovo – srdce – jakožto nejvnitřnější původní střed celku těla i duše lidské osoby. Předmětem kultu Ježíšova Srdce je tak Pán se zřetelem na toto Své Srdce.

## Historický vývoj

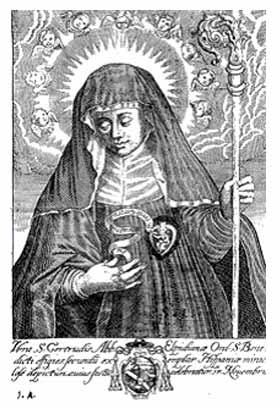
sv. Gertruda Veliká (1256-1301)

Náznaky kultu lze nalézt již v prvních staletích křesťanské éry u církevních Otců. Odvolávají se především na biblické citáty z Janova evangelia.
Též středověká zbožnost navázala na kult Ježíšova Srdce. S teologickými úvahami na toto téma se lze setkat ve 12. století nejprve v ojedinělých případech např. u Anselma z Canterbury, Bernarda z Clairvaux, ve větší míře ve 13. století u Alberta Velikého, Bonaventury. Nemalý význam pro rozvoj kultu měla mystika 13. a 14. století reprezentovaná osobnostmi jako např. svatá Luitgarda, Mechtilda Magdeburská, sv. Gertruda Veliká či Jindřich Suso.
Úctu k Nejsvětějšímu Srdci Ježíšovu přijalo za svou také hnutí Devotio moderna a v 16. století se uctívání Kristova Srdce ujal jezuitský řád. Nové impulzy pro oživení kultu v 17. století přinesli francouzští oratoriáni P. Bérulle a Jan Eudes. Druhý jmenovaný s dovolením svého biskupa slavil svátek ke cti Ježíšova Srdce 20. října 1672. V čase mezi lety 1673 až 1675 působila rozruch vidění, která měla řeholnice Markéta Marie Alacoque v klášteře Navštívení Panny Marie ve francouzském Paray-le-Monial. Vizionářka se pokládala za Kristem pověřenou zasadit se o zavedení celocírkevního svátku Srdce Ježíšova. Svatý stolec tento požadavek odmítal celých sto let.

Teprve papež Klement XIII. slavení svátku povolil (1765) a papež bl. Pius IX. jej zavedl jako závazný pro celou církev (1856). Lev XIII. roku 1899 stanovil pro nastávající přelom století zasvěcení světa Nejsvětějšímu Srdci Ježíšovu. 

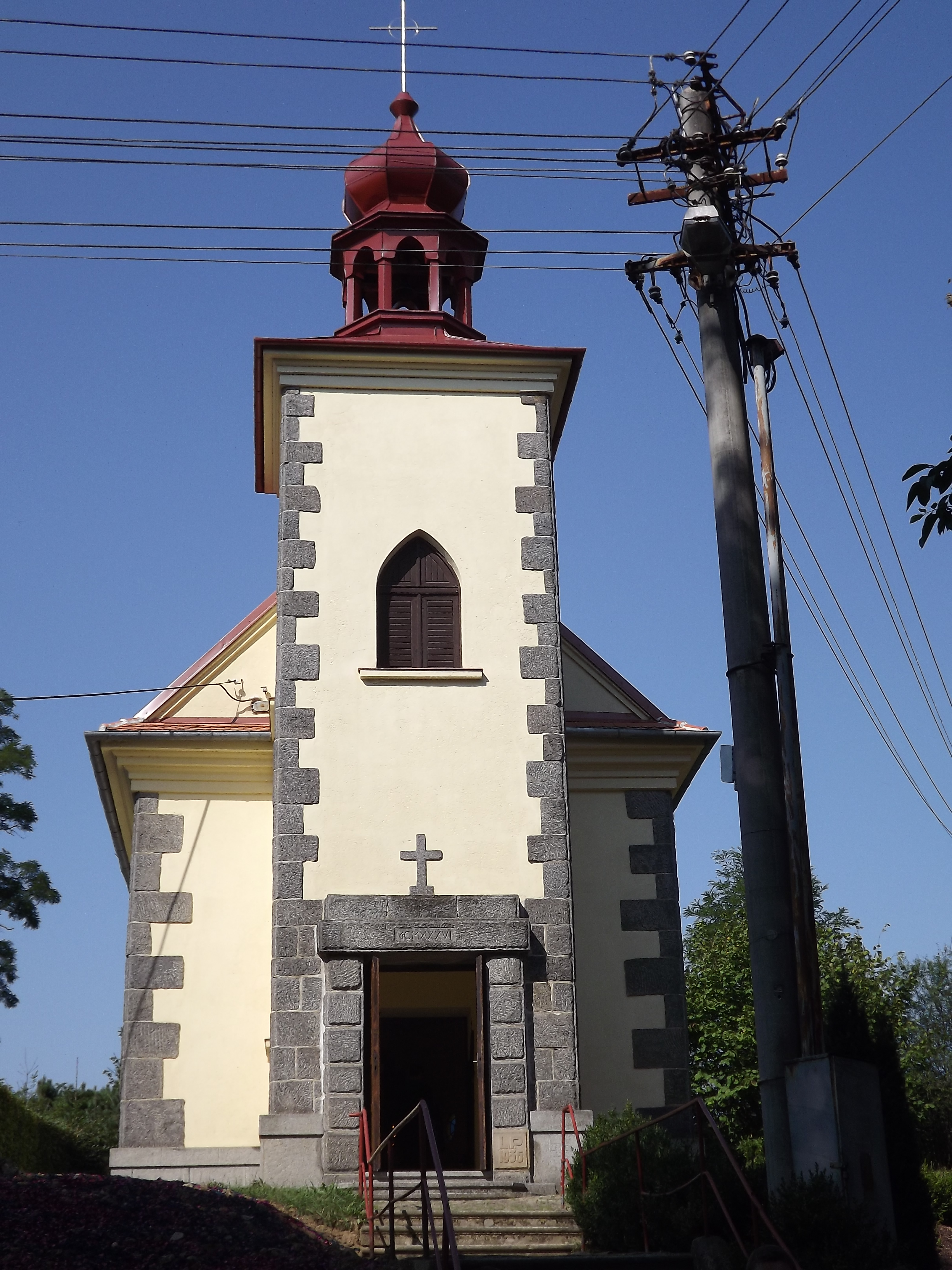
Kaple Nejsvětějšího Srdce Páně z 30. let 20. století v Třebíči-Sokolí

Úcta k Srdci Ježíšovu (jako Srdci „kosmického Krista“, „Srdci hmoty“, „Východisku kosmogeneze“, „Srdci vesmíru“, „Srdci evoluce“) je součástí teologie Pierra Teilharda de Chardin.
K stému výročí zavedení svátku (1956) papež ct. Pius XII. uveřejnil encykliku Haurietis aquas. V roce 2024 věnoval papež František Ježíšovu srdci encykliku Dilexit nos.
Podle římského liturgického kalendáře se slaví Slavnost Nejsvětějšího Srdce Ježíšova v pátek po 2. neděli po slavnosti Seslání Ducha svatého.

## Odmítání kultu
Proti kultu Ježíšova Srdce se stavěli především jansenisté a osvícenečtí teologové. Výhradami, které zaznívaly i ve 20. století, se zabýval papež ct. Pius XII. ve výše zmíněné encyklice Haurietis aquas.